# Liste de films tournés dans le département des Hautes-Alpes
Un certain nombre d'œuvres cinématographiques et télévisuelles ont été tournés dans le département des Hautes-Alpes.
Voici une liste à compléter de films, téléfilms, feuilletons télévisés, films documentaires... tournés dans le département des Hautes-Alpes classés par commune et lieu de tournage et date de diffusion.
- Haut – A
- B
- C
- D
- E
- F
- G
- H
- I
- J
- K
- L
- M
- N
- O
- P
- Q
- R
- S
- T
- U
- V
- W
- X
- Y
- Z

## A
- Abriès-Ristolas

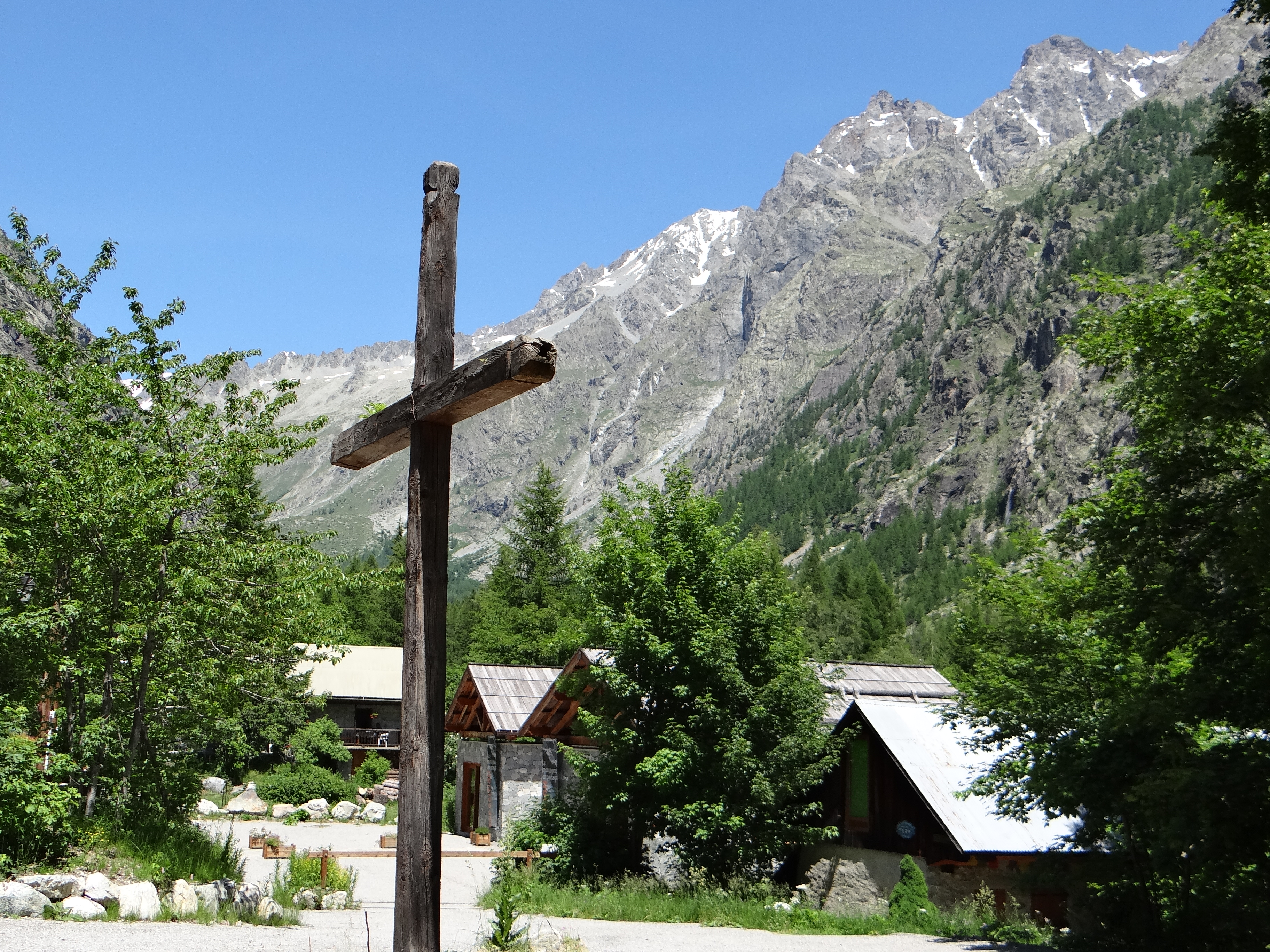
Hameau de Ailefroide : Vue vers l'aiguille de Coste Vieille

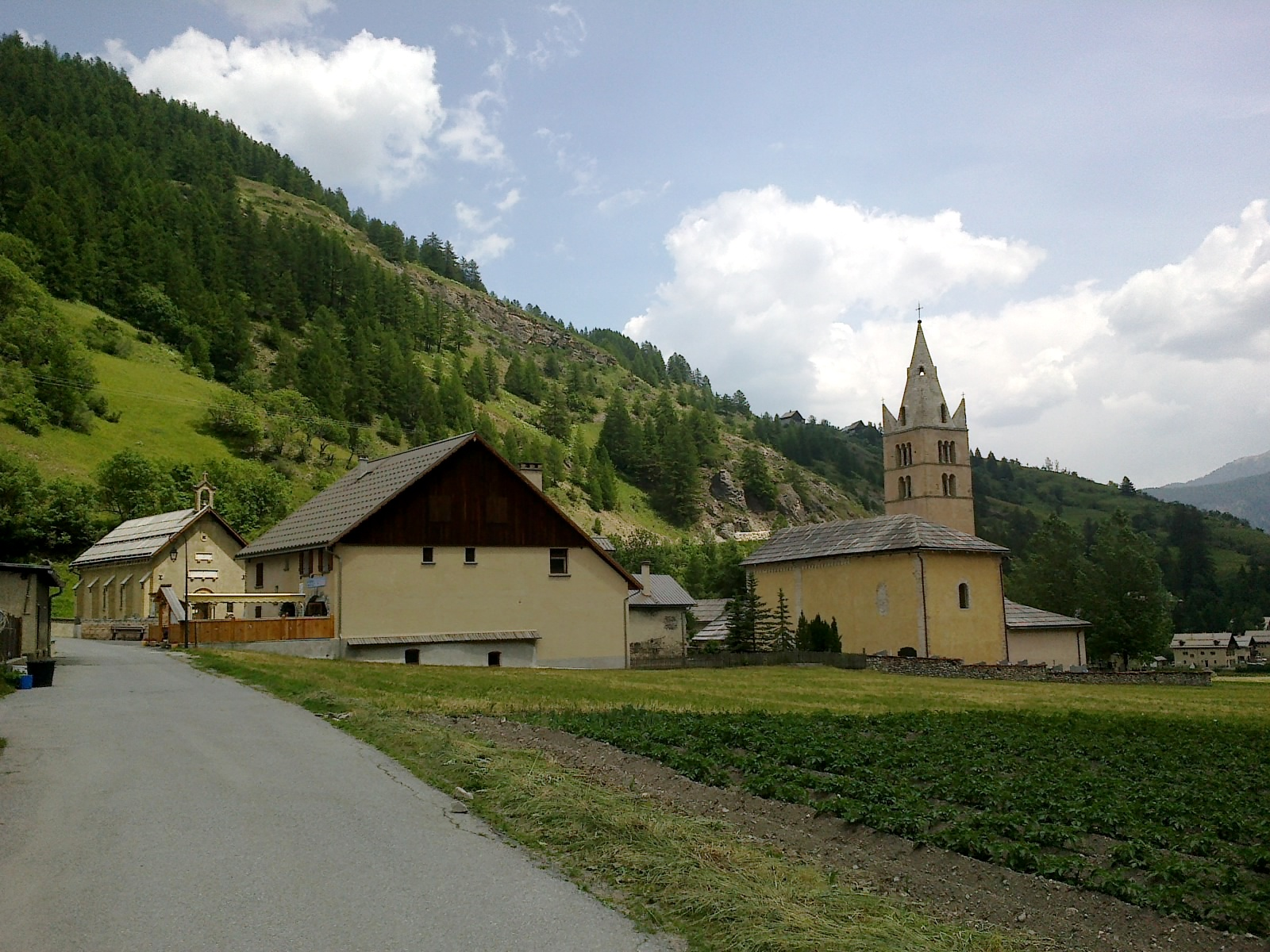
Arvieux

  - 2023 : série télévisée Alex Hugo, neuvième saison, épisode 2 :  La Part du diable de Franck Thilliez et Nicolas Tackian

- Ailefroide
  - 2017 : série télévisée Alex Hugo, troisième saison, épisode 3 : L'Homme perdu de Franck Thilliez et Nicolas Tackian

- Ancelle
  - 2014 : série télévisée Alex Hugo, première saison, épisode pilote : La Mort et la Belle Vie de Franck Thilliez et Nicolas Tackian
  - 2018 : L'Apparition de Xavier Giannoli

- Arvieux
  - 1974 : Les Valseuses de Bertrand Blier
  - 2017 : série télévisée Alex Hugo, troisième saison, épisode 1 : Les Amants du levant de Franck Thilliez et Nicolas Tackian
  - 2017 : série télévisée Alex Hugo, troisième saison, épisode 2 : Sur la route de Franck Thilliez et Nicolas Tackian
  - 2018 : série télévisée Alex Hugo, quatrième saison, épisode 3 : Celle qui pardonne de Franck Thilliez et Nicolas Tackian
  - 2020 : série télévisée Alex Hugo, sixième saison, épisode 3 :  Le Prix de la liberté de Franck Thilliez et Nicolas Tackian
  - 2023 : série télévisée Alex Hugo, neuvième saison, épisode 2 :  La Part du diable de Franck Thilliez et Nicolas Tackian

- Haut – A
- B
- C
- D
- E
- F
- G
- H
- I
- J
- K
- L
- M
- N
- O
- P
- Q
- R
- S
- T
- U
- V
- W
- X
- Y
- Z

## B
- Baratier

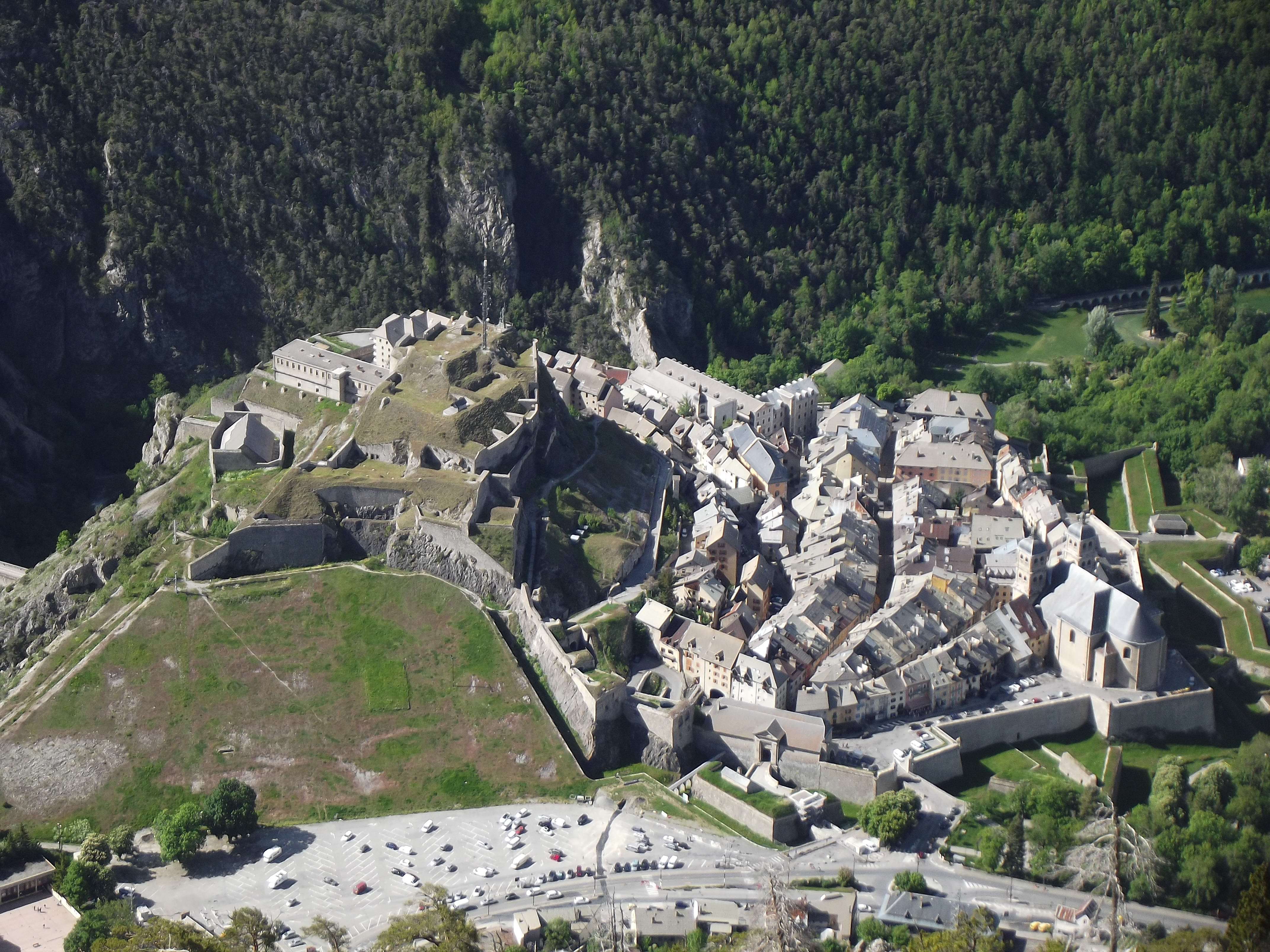
Vue de l'enceinte de Briançon depuis la Croix de Toulouse

  - 2021 : série télévisée Alex Hugo, septième saison, épisode 1 :  La Voie de l'esprit de Franck Thilliez et Nicolas Tackian

- Barret-sur-Méouge
  - 2020 : série télévisée Alex Hugo, sixième saison, épisode 4 :  Un rêve impossible de Franck Thilliez et Nicolas Tackian

- Briançon
  - 1927 : Napoléon d'Abel Gance
  - 1981 : Sans famille (série télévisée) de Jacques Ertaud
  - 1995 : Le Hussard sur le toit de Jean-Paul Rappeneau[1]
  - 1997 : Calme le jeu d'Éric Tellene
  - 2001 : Le Vélo de Ghislain Lambert de Philippe Harel2015-2018 Série Alex Hugo  (France 2)
  - 2015 : série télévisée Alex Hugo, première saison, épisode 1 : Comme un oiseau sans ailes de Franck Thilliez et Nicolas Tackian
  - 2016 : série télévisée Alex Hugo, deuxième saison, épisode 2 : La Dame blanche de Franck Thilliez et Nicolas Tackian
  - 2017 : série télévisée Alex Hugo, troisième saison, épisode 1 : Les Amants du levant de Franck Thilliez et Nicolas Tackian
  - 2017 : série télévisée Alex Hugo, troisième saison, épisode 2 : Sur la route de Franck Thilliez et Nicolas Tackian
  - 2017 : série télévisée Alex Hugo, troisième saison, épisode 3 : L'Homme perdu de Franck Thilliez et Nicolas Tackian
  - 2018 : série télévisée Alex Hugo, quatrième saison, épisode 1 : Marche ou crève de Franck Thilliez et Nicolas Tackian (Barrage du Pont Baldy)
  - 2018 : série télévisée Alex Hugo, quatrième saison, épisode 2 : Pour le meilleur et pour le pire de Franck Thilliez et Nicolas Tackian
  - 2018 : série télévisée Alex Hugo, quatrième saison, épisode 3 : Celle qui pardonne de Franck Thilliez et Nicolas Tackian (Barrage du Pont Baldy)
  - 2019 : série télévisée Alex Hugo, cinquième saison, épisode 1 : La Balade sauvage de Franck Thilliez et Nicolas Tackian
  - 2019 : série télévisée Alex Hugo, cinquième saison, épisode 2 : Mémoire morte de Franck Thilliez et Nicolas Tackian
  - 2019 : série télévisée Alex Hugo, cinquième saison, épisode 3 : L’Étrangère de Franck Thilliez et Nicolas Tackian
  - 2020 : série télévisée Alex Hugo, sixième saison, épisode 1 : Jour de colère de Franck Thilliez et Nicolas Tackian
  - 2020 : série télévisée Alex Hugo, sixième saison, épisode 2 :  Les Racines du mal de Franck Thilliez et Nicolas Tackian
  - 2020 : série télévisée Alex Hugo, sixième saison, épisode 3 :  Le Prix de la liberté de Franck Thilliez et Nicolas Tackian
  - 2020 : série télévisée Alex Hugo, sixième saison, épisode 4 :  Un rêve impossible de Franck Thilliez et Nicolas Tackian
  - 2021 : série télévisée Alex Hugo, septième saison, épisode 1 :  La Voie de l'esprit de Franck Thilliez et Nicolas Tackian
  - 2021 : série télévisée Alex Hugo, septième saison, épisode 2 :  La Fin des temps de Franck Thilliez et Nicolas Tackian
  - 2022 : série télévisée Alex Hugo, septième saison, épisode 3 :  Seuls au monde de Franck Thilliez et Nicolas Tackian
  - 2022 : série télévisée Alex Hugo, septième saison, épisode 4 :  La Fille de l'hiver de Franck Thilliez et Nicolas Tackian
  - 2023 : série télévisée Alex Hugo, huitième saison, épisode 1 :  Les Indomptés de Franck Thilliez et Nicolas Tackian
  - 2023 : série télévisée Alex Hugo, huitième saison, épisode 2 :  Mauvais Sang de Franck Thilliez et Nicolas Tackian
  - 2023 : série télévisée Alex Hugo, huitième saison, épisode 3 :  En terre sauvage de Franck Thilliez et Nicolas Tackian
  - 2023 : série télévisée Alex Hugo, neuvième saison, épisode 1 :  La Dernière Piste de Franck Thilliez et Nicolas Tackian
  - 2023 : série télévisée Alex Hugo, neuvième saison, épisode 2 :  La Part du diable de Franck Thilliez et Nicolas Tackian
  - 2023 : série télévisée Alex Hugo, neuvième saison, épisode 3 :  Cold case de Franck Thilliez et Nicolas Tackian

- Haut – A
- B
- C
- D
- E
- F
- G
- H
- I
- J
- K
- L
- M
- N
- O
- P
- Q
- R
- S
- T
- U
- V
- W
- X
- Y
- Z

## C
- Casse Déserte
  - 1974 : Les Valseuses de Bertrand Blier

- Cervières
  - 2016 : série télévisée Alex Hugo, deuxième saison, épisode 2 : La Dame blanche de Franck Thilliez et Nicolas Tackian
  - 2017 : série télévisée Alex Hugo, troisième saison, épisode 1 : Les Amants du levant de Franck Thilliez et Nicolas Tackian
  - 2017 : série télévisée Alex Hugo, troisième saison, épisode 2 : Sur la route de Franck Thilliez et Nicolas Tackian
  - 2017 : série télévisée Alex Hugo, troisième saison, épisode 3 : L'Homme perdu de Franck Thilliez et Nicolas Tackian
  - 2018 : série télévisée Alex Hugo, quatrième saison, épisode 1 : Marche ou crève de Franck Thilliez et Nicolas Tackian
  - 2018 : série télévisée Alex Hugo, quatrième saison, épisode 2 : Pour le meilleur et pour le pire de Franck Thilliez et Nicolas Tackian
  - 2018 : série télévisée Alex Hugo, quatrième saison, épisode 3 : Celle qui pardonne de Franck Thilliez et Nicolas Tackian
  - 2019 : série télévisée Alex Hugo, cinquième saison, épisode 1 : La Balade sauvage de Franck Thilliez et Nicolas Tackian
  - 2019 : série télévisée Alex Hugo, cinquième saison, épisode 2 : Mémoire morte de Franck Thilliez et Nicolas Tackian
  - 2019 : série télévisée Alex Hugo, cinquième saison, épisode 3 : L’Étrangère de Franck Thilliez et Nicolas Tackian
  - 2020 : série télévisée Alex Hugo, sixième saison, épisode 1 : Jour de colère de Franck Thilliez et Nicolas Tackian
  - 2020 : série télévisée Alex Hugo, sixième saison, épisode 2 :  Les Racines du mal de Franck Thilliez et Nicolas Tackian
  - 2020 : série télévisée Alex Hugo, sixième saison, épisode 3 :  Le Prix de la liberté de Franck Thilliez et Nicolas Tackian
  - 2020 : série télévisée Alex Hugo, sixième saison, épisode 4 :  Un rêve impossible de Franck Thilliez et Nicolas Tackian
  - 2022 : série télévisée Alex Hugo, septième saison, épisode 3 :  Seuls au monde de Franck Thilliez et Nicolas Tackian
  - 2022 : série télévisée Alex Hugo, septième saison, épisode 4 :  La Fille de l'hiver de Franck Thilliez et Nicolas Tackian
  - 2023 : série télévisée Alex Hugo, huitième saison, épisode 2 :  Mauvais Sang de Franck Thilliez et Nicolas Tackian
  - 2023 : série télévisée Alex Hugo, huitième saison, épisode 3 :  En terre sauvage de Franck Thilliez et Nicolas Tackian
  - 2023 : série télévisée Alex Hugo, neuvième saison, épisode 1 :   La Dernière Piste de Franck Thilliez et Nicolas Tackian
  - 2023 : série télévisée Alex Hugo, neuvième saison, épisode 2 :  La Part du diable de Franck Thilliez et Nicolas Tackian
  - 2023 : série télévisée Alex Hugo, neuvième saison, épisode 3 :  Cold case de Franck Thilliez et Nicolas Tackian

- Champcella
  - 2019 : série télévisée Alex Hugo, cinquième saison, épisode 1 : La Balade sauvage de Franck Thilliez et Nicolas Tackian
  - 2021 : série télévisée Alex Hugo, septième saison, épisode 1 :  La Voie de l'esprit de Franck Thilliez et Nicolas Tackian
  - 2023 : série télévisée Alex Hugo, huitième saison, épisode 2 :  Mauvais Sang de Franck Thilliez et Nicolas Tackian

- Champoléon
  - 2014 : série télévisée Alex Hugo, première saison, épisode pilote : La Mort et la Belle Vie de Franck Thilliez et Nicolas Tackian
  - 2016 : série télévisée Alex Hugo, deuxième saison, épisode 1 : Soleil noir de Franck Thilliez et Nicolas Tackian

- Châteauroux-les-Alpes
  - 2018 : L'Apparition de Xavier Giannoli

- Château-Queyras
  - 1974 : Les Valseuses de Bertrand Blier
  - 1997 : Le Bossu de Philippe de Broca

- Château-Ville-Vieille
  - 2023 : série télévisée Alex Hugo, neuvième saison, épisode 2 :  La Part du diable de Franck Thilliez et Nicolas Tackian

- Vallée de la Clarée
  - 2009 : Eden à l'ouest de Costa-Gavras

- Crots
  - 2018 : série télévisée Alex Hugo, quatrième saison, épisode 3 : Celle qui pardonne de Franck Thilliez et Nicolas Tackian ( abbaye de Boscodon)
  - 2023 : série télévisée Alex Hugo, neuvième saison, épisode 3 :  Cold case de Franck Thilliez et Nicolas Tackian

- Haut – A
- B
- C
- D
- E
- F
- G
- H
- I
- J
- K
- L
- M
- N
- O
- P
- Q
- R
- S
- T
- U
- V
- W
- X
- Y
- Z

## D
- Haut – A
- B
- C
- D
- E
- F
- G
- H
- I
- J
- K
- L
- M
- N
- O
- P
- Q
- R
- S
- T
- U
- V
- W
- X
- Y
- Z

## E
- Parc national des Écrins
  - 2014 : série télévisée Alex Hugo, première saison, épisode pilote : La Mort et la Belle Vie de Franck Thilliez et Nicolas Tackian
  - 2015 : série télévisée Alex Hugo, première saison, épisode 1 : Comme un oiseau sans ailes de Franck Thilliez et Nicolas Tackian
  - 2017 : série télévisée Alex Hugo, troisième saison, épisode 2 : Sur la route de Franck Thilliez et Nicolas Tackian
  - 2017 : série télévisée Alex Hugo, troisième saison, épisode 3 : L'Homme perdu de Franck Thilliez et Nicolas Tackian

- Embrun
  - 1985 : Hors-la-loi de Robin Davis
  - 2018 : L'Apparition de Xavier Giannoli
  - 2021 : série télévisée Alex Hugo, septième saison, épisode 1 :  La Voie de l'esprit de Franck Thilliez et Nicolas Tackian
  - 2023 : série télévisée Alex Hugo, huitième saison, épisode 2 :  Mauvais Sang de Franck Thilliez et Nicolas Tackian

- Éourres
  - 2020 : série télévisée Alex Hugo, sixième saison, épisode 4 :  Un rêve impossible de Franck Thilliez et Nicolas Tackian

- Eygliers
  - 2023 : série télévisée Alex Hugo, neuvième saison, épisode 3 :  Cold case de Franck Thilliez et Nicolas Tackian

- Haut – A
- B
- C
- D
- E
- F
- G
- H
- I
- J
- K
- L
- M
- N
- O
- P
- Q
- R
- S
- T
- U
- V
- W
- X
- Y
- Z

## F
- Freissinières
  - 2019 : série télévisée Alex Hugo, cinquième saison, épisode 1 : La Balade sauvage de Franck Thilliez et Nicolas Tackian
  - 2020 : série télévisée Alex Hugo, sixième saison, épisode 2 :  Les Racines du mal de Franck Thilliez et Nicolas Tackian
  - 2023 : série télévisée Alex Hugo, huitième saison, épisode 1 :  Les Indomptés de Franck Thilliez et Nicolas Tackian
  - 2023 : série télévisée Alex Hugo, neuvième saison, épisode 2 :  La Part du diable de Franck Thilliez et Nicolas Tackian

- Haut – A
- B
- C
- D
- E
- F
- G
- H
- I
- J
- K
- L
- M
- N
- O
- P
- Q
- R
- S
- T
- U
- V
- W
- X
- Y
- Z

## G
- Gap
  - 1958 : L'Eau vive de François Villiers
  - 1966 : Au Hasard Balthazar de Robert Bresson (Col de Gleize)
  - 1973 : Le Silencieux de Claude Pinoteau (Col de Gleize, Bureau de Poste, 18 rue Carnot)[2]
  - 2018 : L'Apparition de Xavier Giannoli

- Glacier de la Girose
  - 2023 : série télévisée Alex Hugo, neuvième saison, épisode 3 :  Cold case de Franck Thilliez et Nicolas Tackian

- Guillestre
  - 1925 : Poil de carotte de Julien Duvivier

- Haut – A
- B
- C
- D
- E
- F
- G
- H
- I
- J
- K
- L
- M
- N
- O
- P
- Q
- R
- S
- T
- U
- V
- W
- X
- Y
- Z

## H
- Haut – A
- B
- C
- D
- E
- F
- G
- H
- I
- J
- K
- L
- M
- N
- O
- P
- Q
- R
- S
- T
- U
- V
- W
- X
- Y
- Z

## I
- Col d'Izoard
  - 1974 : Les Valseuses de Bertrand Blier

- Haut – A
- B
- C
- D
- E
- F
- G
- H
- I
- J
- K
- L
- M
- N
- O
- P
- Q
- R
- S
- T
- U
- V
- W
- X
- Y
- Z

## J
- Haut – A
- B
- C
- D
- E
- F
- G
- H
- I
- J
- K
- L
- M
- N
- O
- P
- Q
- R
- S
- T
- U
- V
- W
- X
- Y
- Z

## K
- Haut – A
- B
- C
- D
- E
- F
- G
- H
- I
- J
- K
- L
- M
- N
- O
- P
- Q
- R
- S
- T
- U
- V
- W
- X
- Y
- Z

## L
- L'Argentière-la-Bessée
  - 2018 : série télévisée Alex Hugo, quatrième saison, épisode 1 : Marche ou crève de Franck Thilliez et Nicolas Tackian
  - 2019 : série télévisée Alex Hugo, cinquième saison, épisode 3 : L’Étrangère de Franck Thilliez et Nicolas Tackian
  - 2020 : série télévisée Alex Hugo, sixième saison, épisode 1 : Jour de colère de Franck Thilliez et Nicolas Tackian
  - 2020 : série télévisée Alex Hugo, sixième saison, épisode 3 :  Le Prix de la liberté de Franck Thilliez et Nicolas Tackian
  - 2021 : série télévisée Alex Hugo, septième saison, épisode 1 :  La Voie de l'esprit de Franck Thilliez et Nicolas Tackian
  - 2021 : série télévisée Alex Hugo, septième saison, épisode 2 :  La Fin des temps de Franck Thilliez et Nicolas Tackian
  - 2023 : série télévisée Alex Hugo, huitième saison, épisode 1 :  Les Indomptés de Franck Thilliez et Nicolas Tackian
  - 2023 : série télévisée Alex Hugo, huitième saison, épisode 3 :  En terre sauvage de Franck Thilliez et Nicolas Tackian
  - 2023 : série télévisée Alex Hugo, neuvième saison, épisode 2 :  La Part du diable de Franck Thilliez et Nicolas Tackian

- La Chapelle-en-Valgaudemar
  - 1993 :  Profil bas de Claude Zidi (Gioberney)

- La Grave
  - 2015 : The Program de Stephen Frears (tournage à La Grave et au col du Galibier à l'automne 2013)[3]
  - 2017 : série télévisée Alex Hugo, troisième saison, épisode 3 : L'Homme perdu de Franck Thilliez et Nicolas Tackian
  - 2023 : série télévisée Alex Hugo, neuvième saison, épisode 3 :  Cold case de Franck Thilliez et Nicolas Tackian

- La Salle-les-Alpes
  - 2017 : série télévisée Alex Hugo, troisième saison, épisode 2 : Sur la route de Franck Thilliez et Nicolas Tackian
  - 2018 : série télévisée Alex Hugo, quatrième saison, épisode 1 : Marche ou crève de Franck Thilliez et Nicolas Tackian
  - 2018 : série télévisée Alex Hugo, quatrième saison, épisode 3 : Celle qui pardonne de Franck Thilliez et Nicolas Tackian
  - 2019 : série télévisée Alex Hugo, cinquième saison, épisode 1 : La Balade sauvage de Franck Thilliez et Nicolas Tackian

- Lautaret (col)
  - 2009 : Eden à l'ouest de Costa-Gavras

- Le Monêtier-les-Bains
  - 2015 : série télévisée Alex Hugo, première saison, épisode 1 : Comme un oiseau sans ailes de Franck Thilliez et Nicolas Tackian
  - 2017 : série télévisée Alex Hugo, troisième saison, épisode 1 : Les Amants du levant de Franck Thilliez et Nicolas Tackian
  - 2017 : série télévisée Alex Hugo, troisième saison, épisode 2 : Sur la route de Franck Thilliez et Nicolas Tackian
  - 2018 : série télévisée Alex Hugo, quatrième saison, épisode 3 : Celle qui pardonne de Franck Thilliez et Nicolas Tackian
  - 2019 : série télévisée Alex Hugo, cinquième saison, épisode 3 : L’Étrangère de Franck Thilliez et Nicolas Tackian
  - 2020 : série télévisée Alex Hugo, sixième saison, épisode 1 : Jour de colère de Franck Thilliez et Nicolas Tackian
  - 2020 : série télévisée Alex Hugo, sixième saison, épisode 2 :  Les Racines du mal de Franck Thilliez et Nicolas Tackian
  - 2021 : série télévisée Alex Hugo, septième saison, épisode 1 :  La Voie de l'esprit de Franck Thilliez et Nicolas Tackian
  - 2021 : série télévisée Alex Hugo, septième saison, épisode 2 :  La Fin des temps de Franck Thilliez et Nicolas Tackian
  - 2021 : série télévisée Alex Hugo, septième saison, épisode 3 :  Seuls au monde de Franck Thilliez et Nicolas Tackian

- Les Vigneaux
  - 2018 : série télévisée Alex Hugo, quatrième saison, épisode 1 : Marche ou crève de Franck Thilliez et Nicolas Tackian
  - 2019 : série télévisée Alex Hugo, cinquième saison, épisode 3 : L’Étrangère de Franck Thilliez et Nicolas Tackian
  - 2020 : série télévisée Alex Hugo, sixième saison, épisode 1 : Jour de colère de Franck Thilliez et Nicolas Tackian
  - 2020 : série télévisée Alex Hugo, sixième saison, épisode 3 :  Le Prix de la liberté de Franck Thilliez et Nicolas Tackian
  - 2021 : série télévisée Alex Hugo, septième saison, épisode 1 :  La Voie de l'esprit de Franck Thilliez et Nicolas Tackian
  - 2021 : série télévisée Alex Hugo, septième saison, épisode 2 :  La Fin des temps de Franck Thilliez et Nicolas Tackian
  - 2023 : série télévisée Alex Hugo, huitième saison, épisode 1 :  Les Indomptés de Franck Thilliez et Nicolas Tackian
  - 2023 : série télévisée Alex Hugo, neuvième saison, épisode 2 :  La Part du diable de Franck Thilliez et Nicolas Tackian

- Haut – A
- B
- C
- D
- E
- F
- G
- H
- I
- J
- K
- L
- M
- N
- O
- P
- Q
- R
- S
- T
- U
- V
- W
- X
- Y
- Z

## M
- Montgenèvre
  - 2009 : Eden à l'ouest de Costa-Gavras
  - 2017 : série télévisée Alex Hugo, troisième saison, épisode 1 : Les Amants du levant de Franck Thilliez et Nicolas Tackian
  - 2017 : série télévisée Alex Hugo, troisième saison, épisode 2 : Sur la route de Franck Thilliez et Nicolas Tackian
  - 2018 : série télévisée Alex Hugo, quatrième saison, épisode 2 : Pour le meilleur et pour le pire de Franck Thilliez et Nicolas Tackian
  - 2019 : série télévisée Alex Hugo, cinquième saison, épisode 2 : Mémoire morte de Franck Thilliez et Nicolas Tackian
  - 2019 : série télévisée Alex Hugo, cinquième saison, épisode 3 : L’Étrangère de Franck Thilliez et Nicolas Tackian
  - 2022 : série télévisée Alex Hugo, septième saison, épisode 4 :  La Fille de l'hiver de Franck Thilliez et Nicolas Tackian
  - 2023 : série télévisée Alex Hugo, huitième saison, épisode 2 :  Mauvais Sang de Franck Thilliez et Nicolas Tackian
  - 2023 : série télévisée Alex Hugo, neuvième saison, épisode 1 :   La Dernière Piste de Franck Thilliez et Nicolas Tackian

- Mont-Dauphin
  - 2020 : série télévisée Alex Hugo, sixième saison, épisode 3 :  Le Prix de la liberté de Franck Thilliez et Nicolas Tackian
  - 2023 : série télévisée Alex Hugo, neuvième saison, épisode 3 :  Cold case de Franck Thilliez et Nicolas Tackian

- Montmaur
  - 1941 : Chefs de demain de René Clément

- Haut – A
- B
- C
- D
- E
- F
- G
- H
- I
- J
- K
- L
- M
- N
- O
- P
- Q
- R
- S
- T
- U
- V
- W
- X
- Y
- Z

## N
- Névache
  - 2016 : série télévisée Alex Hugo, deuxième saison, épisode 2 : La Dame blanche de Franck Thilliez et Nicolas Tackian
  - 2017 : série télévisée Alex Hugo, troisième saison, épisode 1 : Les Amants du levant de Franck Thilliez et Nicolas Tackian
  - 2017 : série télévisée Alex Hugo, troisième saison, épisode 2 : Sur la route de Franck Thilliez et Nicolas Tackian
  - 2018 : série télévisée Alex Hugo, quatrième saison, épisode 1 : Marche ou crève de Franck Thilliez et Nicolas Tackian
  - 2018 : série télévisée Alex Hugo, quatrième saison, épisode 2 : Pour le meilleur et pour le pire de Franck Thilliez et Nicolas Tackian
  - 2018 : série télévisée Alex Hugo, quatrième saison, épisode 3 : Celle qui pardonne de Franck Thilliez et Nicolas Tackian
  - 2019 : série télévisée Alex Hugo, cinquième saison, épisode 1 : La Balade sauvage de Franck Thilliez et Nicolas Tackian
  - 2019 : série télévisée Alex Hugo, cinquième saison, épisode 2 : Mémoire morte de Franck Thilliez et Nicolas Tackian
  - 2019 : série télévisée Alex Hugo, cinquième saison, épisode 3 : L’Étrangère de Franck Thilliez et Nicolas Tackian
  - 2020 : série télévisée Alex Hugo, sixième saison, épisode 1 : Jour de colère de Franck Thilliez et Nicolas Tackian
  - 2020 : série télévisée Alex Hugo, sixième saison, épisode 2 :  Les Racines du mal de Franck Thilliez et Nicolas Tackian
  - 2020 : série télévisée Alex Hugo, sixième saison, épisode 3 :  Le Prix de la liberté de Franck Thilliez et Nicolas Tackian
  - 2021 : série télévisée Alex Hugo, septième saison, épisode 1 :  La Voie de l'esprit de Franck Thilliez et Nicolas Tackian
  - 2021 : série télévisée Alex Hugo, septième saison, épisode 2 :  La Fin des temps de Franck Thilliez et Nicolas Tackian
  - 2022 : série télévisée Alex Hugo, septième saison, épisode 4 :  La Fille de l'hiver de Franck Thilliez et Nicolas Tackian
  - 2023 : série télévisée Alex Hugo, huitième saison, épisode 2 :  Mauvais Sang de Franck Thilliez et Nicolas Tackian
  - 2023 : série télévisée Alex Hugo, huitième saison, épisode 3 :  En terre sauvage de Franck Thilliez et Nicolas Tackian
  - 2023 : série télévisée Alex Hugo, neuvième saison, épisode 3 :  Cold case de Franck Thilliez et Nicolas Tackian

- Haut – A
- B
- C
- D
- E
- F
- G
- H
- I
- J
- K
- L
- M
- N
- O
- P
- Q
- R
- S
- T
- U
- V
- W
- X
- Y
- Z

## O
- Orcières
  - 2014 : série télévisée Alex Hugo, première saison, épisode pilote : La Mort et la Belle Vie de Franck Thilliez et Nicolas Tackian
  - 2015 : série télévisée Alex Hugo, première saison, épisode 1 : Comme un oiseau sans ailes de Franck Thilliez et Nicolas Tackian

- Orcières Merlette
  - 2014 : série télévisée Alex Hugo, première saison, épisode pilote : La Mort et la Belle Vie de Franck Thilliez et Nicolas Tackian
  - 2015 : série télévisée Alex Hugo, première saison, épisode 2 : La Traque de Franck Thilliez et Nicolas Tackian
  - 2016 : série télévisée Alex Hugo, deuxième saison, épisode 1 : Soleil noir de Franck Thilliez et Nicolas Tackian

- Orpierre
  - 2012 : Inquisitio (série télévisée) de Nicolas Cuche et Lionel Pasquier

- Haut – A
- B
- C
- D
- E
- F
- G
- H
- I
- J
- K
- L
- M
- N
- O
- P
- Q
- R
- S
- T
- U
- V
- W
- X
- Y
- Z

## P
- Pelvoux
  - 2017 : série télévisée Alex Hugo, troisième saison, épisode 3 : L'Homme perdu de Franck Thilliez et Nicolas Tackian
  - 2021 : série télévisée Alex Hugo, septième saison, épisode 3 :  Seuls au monde de Franck Thilliez et Nicolas Tackian

- Prads-Haute-Bléone
  - 2020 : série télévisée Alex Hugo, sixième saison, épisode 4 :  Un rêve impossible de Franck Thilliez et Nicolas Tackian

- Puy-Saint-André
  - 2021 : série télévisée Alex Hugo, septième saison, épisode 1 :  La Voie de l'esprit de Franck Thilliez et Nicolas Tackian
  - 2023 : série télévisée Alex Hugo, neuvième saison, épisode 3 :  Cold case de Franck Thilliez et Nicolas Tackian

- Puy-Saint-Pierre
  - 2019 : série télévisée Alex Hugo, cinquième saison, épisode 1 : La Balade sauvage de Franck Thilliez et Nicolas Tackian
  - 2019 : série télévisée Alex Hugo, cinquième saison, épisode 3 : L’Étrangère de Franck Thilliez et Nicolas Tackian
  - 2021 : série télévisée Alex Hugo, septième saison, épisode 1 :  La Voie de l'esprit de Franck Thilliez et Nicolas Tackian
  - 2023 : série télévisée Alex Hugo, neuvième saison, épisode 1 :   La Dernière Piste de Franck Thilliez et Nicolas Tackian

- Puy-Saint-Vincent
  - 2020 : série télévisée Alex Hugo, sixième saison, épisode 3 :  Le Prix de la liberté de Franck Thilliez et Nicolas Tackian
  - 2021 : série télévisée Alex Hugo, septième saison, épisode 1 :  La Voie de l'esprit de Franck Thilliez et Nicolas Tackian
  - 2021 : série télévisée Alex Hugo, septième saison, épisode 2 :  La Fin des temps de Franck Thilliez et Nicolas Tackian
  - 2022 : série télévisée Alex Hugo, septième saison, épisode 4 :  La Fille de l'hiver de Franck Thilliez et Nicolas Tackian

- Haut – A
- B
- C
- D
- E
- F
- G
- H
- I
- J
- K
- L
- M
- N
- O
- P
- Q
- R
- S
- T
- U
- V
- W
- X
- Y
- Z

## Q
- Parc naturel régional du Queyras
  - 2017 : série télévisée Alex Hugo, troisième saison, épisode 1 : Les Amants du levant de Franck Thilliez et Nicolas Tackian
  - 2017 : série télévisée Alex Hugo, troisième saison, épisode 2 : Sur la route de Franck Thilliez et Nicolas Tackian
  - 2017 : série télévisée Alex Hugo, troisième saison, épisode 3 : L'Homme perdu de Franck Thilliez et Nicolas Tackian
  - 2020 : série télévisée Alex Hugo, sixième saison, épisode 3 :  Le Prix de la liberté de Franck Thilliez et Nicolas Tackian

- Haut – A
- B
- C
- D
- E
- F
- G
- H
- I
- J
- K
- L
- M
- N
- O
- P
- Q
- R
- S
- T
- U
- V
- W
- X
- Y
- Z

## R
- Ribiers
  - 1973 : L'Affaire Dominici de Claude Bernard-Aubert

- Risoul
  - 1925 : Poil de carotte de Julien Duvivier

- Rosans
  - 2007 : Le Fils de l'épicier d'Éric Guirado

- Haut – A
- B
- C
- D
- E
- F
- G
- H
- I
- J
- K
- L
- M
- N
- O
- P
- Q
- R
- S
- T
- U
- V
- W
- X
- Y
- Z

## S
- Saint-André-d'Embrun
  - 2020 : série télévisée Alex Hugo, sixième saison, épisode 1 : Jour de colère de Franck Thilliez et Nicolas Tackian
  - 2023 : série télévisée Alex Hugo, huitième saison, épisode 2 :  Mauvais Sang de Franck Thilliez et Nicolas Tackian

- Saint-André-de-Rosans
  - 2007 : Le Fils de l'épicier d'Éric Guirado[4]

- Saint-Chaffrey
  - 2017 : série télévisée Alex Hugo, troisième saison, épisode 1 : Les Amants du levant de Franck Thilliez et Nicolas Tackian
  - 2017 : série télévisée Alex Hugo, troisième saison, épisode 2 : Sur la route de Franck Thilliez et Nicolas Tackian
  - 2019 : série télévisée Alex Hugo, cinquième saison, épisode 1 : La Balade sauvage de Franck Thilliez et Nicolas Tackian
  - 2019 : série télévisée Alex Hugo, cinquième saison, épisode 3 : L’Étrangère de Franck Thilliez et Nicolas Tackian
  - 2020 : série télévisée Alex Hugo, sixième saison, épisode 2 :  Les Racines du mal de Franck Thilliez et Nicolas Tackian
  - 2021 : série télévisée Alex Hugo, septième saison, épisode 1 :  La Voie de l'esprit de Franck Thilliez et Nicolas Tackian
  - 2023 : série télévisée Alex Hugo, huitième saison, épisode 1 :  Les Indomptés de Franck Thilliez et Nicolas Tackian

- Saint-Crépin
  - 2023 : série télévisée Alex Hugo, huitième saison, épisode 1 :  Les Indomptés de Franck Thilliez et Nicolas Tackian

- Saint-Firmin
  - 1946 : Un ami viendra ce soir de Raymond Bernard
  - 2003 : Petites Coupures de Pascal Bonitzer

- Saint-Jean-Saint-Nicolas
  - 2015 : série télévisée Alex Hugo, première saison, épisode 2 : La Traque de Franck Thilliez et Nicolas Tackian (village de Pont du Fossé, centre de vacances Le Brudou)
  - 2016 : série télévisée Alex Hugo, deuxième saison, épisode 1 : Soleil noir de Franck Thilliez et Nicolas Tackian

- Saint-Martin-de-Queyrières
  - 2018 : série télévisée Alex Hugo, quatrième saison, épisode 3 : Celle qui pardonne de Franck Thilliez et Nicolas Tackian
  - 2019 : série télévisée Alex Hugo, cinquième saison, épisode 3 : L’Étrangère de Franck Thilliez et Nicolas Tackian
  - 2020 : série télévisée Alex Hugo, sixième saison, épisode 4 :  Un rêve impossible de Franck Thilliez et Nicolas Tackian
  - 2021 : série télévisée Alex Hugo, septième saison, épisode 2 :  La Fin des temps de Franck Thilliez et Nicolas Tackian
  - 2023 : série télévisée Alex Hugo, huitième saison, épisode 3 :  En terre sauvage de Franck Thilliez et Nicolas Tackian

- Saint-Pierre-Avez
  - 2020 : série télévisée Alex Hugo, sixième saison, épisode 4 :  Un rêve impossible de Franck Thilliez et Nicolas Tackian

- Saint-Sauveur
  - 2020 : série télévisée Alex Hugo, sixième saison, épisode 1 : Jour de colère de Franck Thilliez et Nicolas Tackian

- Savines-le-Lac
  - 2019 : série télévisée Alex Hugo, cinquième saison, épisode 1 : La Balade sauvage de Franck Thilliez et Nicolas Tackian
  - 2021 : série télévisée Alex Hugo, septième saison, épisode 3 :  Seuls au monde de Franck Thilliez et Nicolas Tackian

- Serre Chevalier
  - 2005 : Palais royal ! de Valérie Lemercier

- Barrage de Serre-Ponçon
  - 1958 : L'Eau vive de François Villiers
  - 2019 : série télévisée Alex Hugo, cinquième saison, épisode 1 : La Balade sauvage de Franck Thilliez et Nicolas Tackian (Barrage)

- Haut – A
- B
- C
- D
- E
- F
- G
- H
- I
- J
- K
- L
- M
- N
- O
- P
- Q
- R
- S
- T
- U
- V
- W
- X
- Y
- Z

## T
- Tallard
  - 2011 : Largo Winch 2 de Jérôme Salle[5]
  - 2012 : Inquisitio (série télévisée) de Nicolas Cuche et Lionel Pasquier

- Haut – A
- B
- C
- D
- E
- F
- G
- H
- I
- J
- K
- L
- M
- N
- O
- P
- Q
- R
- S
- T
- U
- V
- W
- X
- Y
- Z

## U
- Haut – A
- B
- C
- D
- E
- F
- G
- H
- I
- J
- K
- L
- M
- N
- O
- P
- Q
- R
- S
- T
- U
- V
- W
- X
- Y
- Z

## V
- Val-des-Prés
  - 2017 : série télévisée Alex Hugo, troisième saison, épisode 1 : Les Amants du levant de Franck Thilliez et Nicolas Tackian
  - 2017 : série télévisée Alex Hugo, troisième saison, épisode 2 : Sur la route de Franck Thilliez et Nicolas Tackian
  - 2017 : série télévisée Alex Hugo, troisième saison, épisode 3 : L'Homme perdu de Franck Thilliez et Nicolas Tackian
  - 2018 : série télévisée Alex Hugo, quatrième saison, épisode 3 : Celle qui pardonne de Franck Thilliez et Nicolas Tackian
  - 2019 : série télévisée Alex Hugo, cinquième saison, épisode 2 : Mémoire morte de Franck Thilliez et Nicolas Tackian
  - 2020 : série télévisée Alex Hugo, sixième saison, épisode 1 : Jour de colère de Franck Thilliez et Nicolas Tackian
  - 2020 : série télévisée Alex Hugo, sixième saison, épisode 2 :  Les Racines du mal de Franck Thilliez et Nicolas Tackian
  - 2020 : série télévisée Alex Hugo, sixième saison, épisode 3 :  Le Prix de la liberté de Franck Thilliez et Nicolas Tackian
  - 2021 : série télévisée Alex Hugo, septième saison, épisode 1 :  La Voie de l'esprit de Franck Thilliez et Nicolas Tackian
  - 2021 : série télévisée Alex Hugo, septième saison, épisode 2 :  La Fin des temps de Franck Thilliez et Nicolas Tackian
  - 2022 : série télévisée Alex Hugo, septième saison, épisode 3 :  Seuls au monde de Franck Thilliez et Nicolas Tackian
  - 2022 : série télévisée Alex Hugo, septième saison, épisode 4 :  La Fille de l'hiver de Franck Thilliez et Nicolas Tackian
  - 2023 : série télévisée Alex Hugo, huitième saison, épisode 1 :  Les Indomptés de Franck Thilliez et Nicolas Tackian
  - 2023 : série télévisée Alex Hugo, huitième saison, épisode 2 :  Mauvais Sang de Franck Thilliez et Nicolas Tackian
  - 2023 : série télévisée Alex Hugo, huitième saison, épisode 3 :  En terre sauvage de Franck Thilliez et Nicolas Tackian
  - 2023 : série télévisée Alex Hugo, neuvième saison, épisode 1 :   La Dernière Piste de Franck Thilliez et Nicolas Tackian
  - 2023 : série télévisée Alex Hugo, neuvième saison, épisode 2 :  La Part du diable de Franck Thilliez et Nicolas Tackian
  - 2023 : série télévisée Alex Hugo, neuvième saison, épisode 3 :  Cold case de Franck Thilliez et Nicolas Tackian

- Vallouise-Pelvoux
  - 2020 : série télévisée Alex Hugo, sixième saison, épisode 1 : Jour de colère de Franck Thilliez et Nicolas Tackian
  - 2020 : série télévisée Alex Hugo, sixième saison, épisode 3 :  Le Prix de la liberté de Franck Thilliez et Nicolas Tackian
  - 2021 : série télévisée Alex Hugo, septième saison, épisode 2 :  La Fin des temps de Franck Thilliez et Nicolas Tackian
  - 2023 : série télévisée Alex Hugo, neuvième saison, épisode 3 :  Cold case de Franck Thilliez et Nicolas Tackian

- Vars
  - 1986 : Les Fugitifs de Francis Veber (scène finale tournée dans le col de Vars)[6]
  - 2012 : Le Paradis des bêtes d'Estelle Larrivaz[7]

- Veynes
  - 1973 : Chacal de Fred Zinnemann

- Villar-d'Arêne
  - 2017 : série télévisée Alex Hugo, troisième saison, épisode 3 : L'Homme perdu de Franck Thilliez et Nicolas Tackian
  - 2020 : série télévisée Alex Hugo, sixième saison, épisode 3 :  Le Prix de la liberté de Franck Thilliez et Nicolas Tackian
  - 2021 : série télévisée Alex Hugo, septième saison, épisode 2 :  La Fin des temps de Franck Thilliez et Nicolas Tackian

- Villar-Saint-Pancrace
  - 2015 : série télévisée Alex Hugo, première saison, épisode 1 : Comme un oiseau sans ailes de Franck Thilliez et Nicolas Tackian
  - 2017 : série télévisée Alex Hugo, troisième saison, épisode 1 : Les Amants du levant de Franck Thilliez et Nicolas Tackian
  - 2018 : série télévisée Alex Hugo, quatrième saison, épisode 3 : Celle qui pardonne de Franck Thilliez et Nicolas Tackian
  - 2019 : série télévisée Alex Hugo, cinquième saison, épisode 1 : La Balade sauvage de Franck Thilliez et Nicolas Tackian
  - 2020 : série télévisée Alex Hugo, sixième saison, épisode 3 :  Le Prix de la liberté de Franck Thilliez et Nicolas Tackian
  - 2021 : série télévisée Alex Hugo, septième saison, épisode 1 :  La Voie de l'esprit de Franck Thilliez et Nicolas Tackian
  - 2023 : série télévisée Alex Hugo, huitième saison, épisode 1 :  Les Indomptés de Franck Thilliez et Nicolas Tackian
  - 2023 : série télévisée Alex Hugo, huitième saison, épisode 2 :  Mauvais Sang de Franck Thilliez et Nicolas Tackian
  - 2023 : série télévisée Alex Hugo, neuvième saison, épisode 1 :   La Dernière Piste de Franck Thilliez et Nicolas Tackian

- Haut – A
- B
- C
- D
- E
- F
- G
- H
- I
- J
- K
- L
- M
- N
- O
- P
- Q
- R
- S
- T
- U
- V
- W
- X
- Y
- Z

## Z
- Haut – A
- B
- C
- D
- E
- F
- G
- H
- I
- J
- K
- L
- M
- N
- O
- P
- Q
- R
- S
- T
- U
- V
- W
- X
- Y
- Z